# Hugues de La Jugie
Hugues de La Jugie est un prélat catholique français, d'une famille originaire du hameau de La Jugie, dans la paroisse d’Eyrein. Il est né vers 1318. Il est mort à Avignon le 13 juillet 1371.

## Biographie
Hugues de La Jugie est fils du chevalier Jacques de La Jugie et de Guillemette Roger, Dame de La Jugie, fille de Guillaume Roger, seigneur de Rosiers-d'Égletons, de Beaufort et d'Anjou, et de Guillemette de Tinières de La Mestre, dame de La Chapoulie. Son oncle, Pierre Roger, est devenu pape sous le nom de Clément VI en 1342. Guillaume II Roger, comte de Beaufort, frère du pape Clément VI, est le père de Pierre Roger de Beaufort et lui a succédé comme pape sous le nom de Grégoire XI.  Ses frères, Guillaume de La Jugie et Pierre de La Jugie ont été nommés cardinaux. Leur frère, Nicolas de La Jugie, est baron de Rieux seigneur de La Livinière, de Ferrals-les-Corbières et de Liviers en Vivarais. Sa sœur, Hélise de La Jugie, s'est mariée en 1339 avec Guy de Puydeval. En 1374, Nicolas de La Jugie a légué tous ses biens à sa sœur Hélise à la condition que ses fils relèvent le nom et les armes de La Jugie, ce qui a été accepté par son fils aîné, Guillaume de La Jugie de Puydeval (1345-1397). Un autre sœur, Ermengarde de La Jugie, s'est mariée en 1341 avec Bernard-Raymond de Durfort.
Il est nommé évêque de Béziers. Sa date de nomination a été sujet à discussion. L'évêque de Béziers, Guillaume Frédol, a prêté serment de fidélité à son métropolitain le 13 février 1349 et il est mort le 6 juillet 1349. Guillaume de Landorre (ou Laudun), abbé d'Aniane, lui a succédé mais est mort fin novembre 1349. Le pape aurait nommé Hugues de La Jugie le 11 décembre 1349. Le 20 janvier 1350, le vicaire général du diocèse de Béziers nommé par Hugues de La Jugie proteste auprès du sénéchal de Carcassonne de ce que le viguier de cette ville avait saisi et mis dans la main du roi le temporel du diocèse de Béziers en cas de vacance sous prétexte du droit de régale. 
Pierre de la Jugie, archevêque de Narbonne, a réuni à Béziers un concile provincial le 7 novembre pour remédier aux troubles qui s'étaient déclarés après l'épidémie de la peste noire commencée en 1348. L'historien Pierre Andoque et Gallia Christiana ont écrit qu'il avait refusé de participer à ce concile car les autres participants avaient refusé la préséance après l'archevêque de Narbonne. Pour dom Joseph Vaissète, cela était dû au fait qu'il n'était pas encore sacré à cette date.
Jacques Mascaro, écuyer des consuls de Béziers, écrit dans ses chroniques Lo Libre de Memorias que Hugues de La Jugie a fait son entrée solennelle dans la ville de Béziers le 4 mai 1353. Mais ayant trouvé les portes de la ville fermées, il n'a pu y entrer qu'après avoir prêté serment de respecter les franchises et les libertés de la commune à la demande de son frère Pierre de La Jugie, archevêque de Narbonne, qui l'accompagnait.
En 1355, le Prince noir, Édouard de Woodstock, mène une campagne à travers le sud-ouest, jusqu'au Languedoc où il assiège Narbonne et Capestang avant de se retirer. Vers la fin de l'années, l'évêque Hugues de La Jugie donne son accord aux habitants de Béziers pour détruire des établissements religieux situés hors des remparts de la ville, ainsi qu'une partie des bourgs Saint-Jacques et Saint Jean. En 1357, l'évêque et le sénéchal de Carcassonne Arnaud de Montespan acceptent la nomination par les habitants de Béziers de Pierre Montpezuc comme capitaine de guerre. Dans la légende locale, il a été surnommé Pépézuc et son nom est attaché à une statue romaine se trouvant à l'entrée de la rue Française, près de l'hôtel de ville.
En 1358, l'évêque a donné 2 000 deniers d'or pour la rançon du roi Jean II le Bon retenu prisonnier après la bataille de Poitiers.
En 1363, il règle avec l'archevêque de Narbonne un conflit entre les consuls de Béziers, d'une part, le sénéchal de Carcassonne et les autres officiers du roi, d'autre part. Ces derniers refusaient de jurer de respecter les libertés, franchises et privilèges de la ville de Béziers, mais ayant été ajournés devant le roi, ils ont accepté de le faire à Narbonne, devant un notaire royal de Béziers. La même année, il lève des troupes dans son diocèse pour se joindre au sénéchal de Carcassonne qui met le siège devant le château de Lignan dont s'étaient emparés des routiers commandés par Louis Raimbaud, chef d'un parti anglais. Finalement, l'évêque et les consuls de Béziers lui ont payé 10 000 florins pour qu'il se retire. Ils ont aussi payé la même somme pour placer des garnisons aux châteaux de Maraussan, Thézan et Corneilhan.
En 1365, Henri de Trastamare s'étant réfugié en France, il propose de prendre à son service des compagnies de routiers pour faire la guerre contre son demi-frère, Pierre le Cruel, roi de Castille. Bertrand du Guesclin prend leur commandement pour participer à la première guerre civile de Castille. Passant par Béziers, Duguesclin oblige l'évêque à lever des troupes pour aider le duc d'Anjou, Louis Ier qui fait le siège de Tarascon.
En 1367, l'évêque accorde aux juifs de Béziers le droit d'avoir dans la ville une école, une synagogue et un cimetière particulier.
Il tient des synodes dans les années 1367, 1368 et 1369 où il confirme les statuts de ses prédécesseurs et en fait de nouveaux.
Le 27 juin 1371, il est transféré au diocèse de Carcassonne, pour en devenir l'évêque. 
Il se rend à Avignon pour saluer le pape Grégoire XI où il meurt de maladie le 13 juillet 1371.

### Biographie
: document utilisé comme source pour la rédaction de cet article.
- Pierre Andoque, conseiller du Roy au séneschal & siège présidial de Béziers, « Hugues de Rieux », dans Catalogue des évesques de Béziers, Béziers, Jean Martel imprimeur, 1650 (lire en ligne), p. 114-119
- (la) Denis de Sainte-Marthe, Gallia christiana, in provincias ecclesiasticas distributa; Qua series et historia archiepiscoporum, episcoporum et abbatum regionum omnium quas vetus Gallia complectebatur, ab origine ecclesiarum ad nostra tempora deducitur, & probatur ex authenticis instrumentis ad calcem appositis, t. 6 - Province de Narbonne, Paris, Imprimerie royale, 1739 (lire en ligne), col. 349-351, 902
- E. Sabatier, « Hugues Ier, de La Jugie », dans Histoire de la ville et des évêques de Beziers, Béziers, Carrière libraire, 1854 (lire en ligne), p. 286-292
- Jacme (Jacques) Mascaro, « Lo Libre de Memorias et note sur Jacques Mascaro », Bulletin de la Société archéologique de Béziers, t. 1,‎ 1836, p. 67-144 (lire en ligne)